# Diocesi di León en Nicaragua

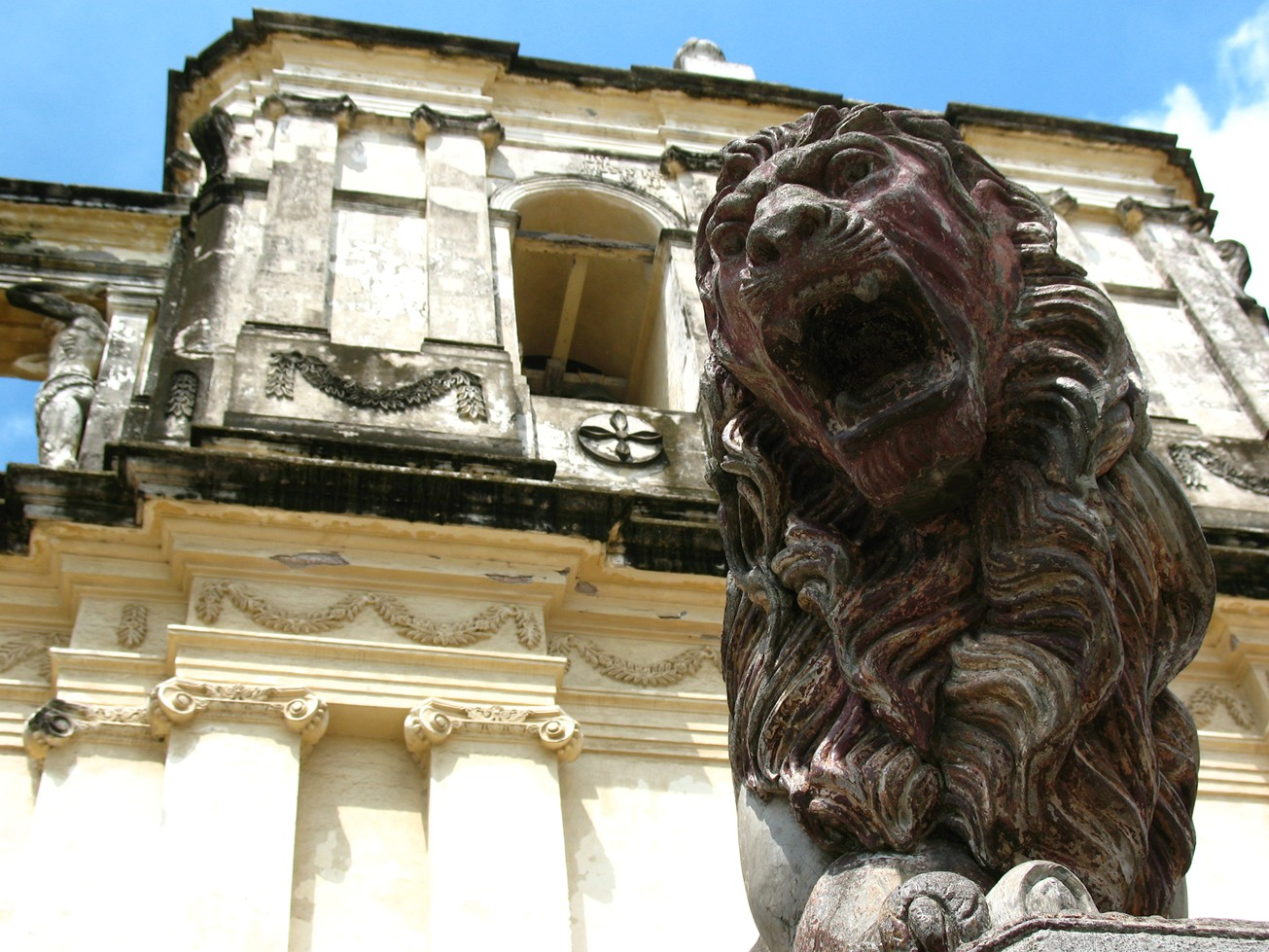
Altro scorcio della cattedrale di Santa Maria di Gracia, dietro il leone simbolo della città

La diocesi di León en Nicaragua (in latino Dioecesis Leonensis in Nicaragua) è una sede della Chiesa cattolica in Nicaragua suffraganea dell'arcidiocesi di Managua. Nel 2023 contava 820.120 battezzati su 903.425 abitanti. È retta dal vescovo René Sócrates Sándigo Jirón.

## Territorio
La diocesi comprende i due dipartimenti nicaraguensi di Chinandega e León.
Sede vescovile è la città di León, dove si trova la cattedrale di Santa Maria di Gracia. A El Viejo sorge la basilica dell'Immacolata Concezione, il principale santuario del Nicaragua.
Il territorio è suddiviso in 63 parrocchie.

## Storia
La diocesi del Nicaragua fu eretta il 26 febbraio 1531 da papa Clemente VII. Tuttavia la bolla di erezione e il breve di nomina del primo vescovo non furono spedite, e non trovarono perciò attuazione. L'erezione e la nomina del vescovo furono confermate il 3 novembre 1534 con la bolla Aequum reputamus di papa Paolo III, ricavandone il territorio dalla diocesi di Panamá (oggi arcidiocesi). Nei decenni successivi all'erezione il territorio della diocesi si ampliò con la giurisdizione sull'intera Costa Rica.
Originariamente suffraganea dell'arcidiocesi di Siviglia, l'11 febbraio 1547 divenne suffraganea dell'arcidiocesi di Lima e tale rimase fino al 16 dicembre 1743, quando entrò a far parte della provincia ecclesiastica di Santiago di Guatemala.
Il 28 febbraio 1850 cedette una porzione del suo territorio a vantaggio dell'erezione della diocesi di San José de Costa Rica (oggi arcidiocesi).
Il 2 dicembre 1913, in forza della bolla Quum iuxta apostolicum effatum di papa Pio X, ha ceduto altre porzioni di territorio a vantaggio dell'erezione della diocesi di Granada, del vicariato apostolico di Bluefields (oggi diocesi) e dell'arcidiocesi di Managua, di cui divenne contestualmente suffraganea. Con la stessa bolla la diocesi ha assunto il nome attuale.
Il 17 dicembre 1962 ha ceduto un'ulteriore porzione territoriale a vantaggio dell'erezione della diocesi di Estelí.

## Cronotassi dei vescovi
Si omettono i periodi di sede vacante non superiori ai 2 anni o non storicamente accertati.
- Diego Álvarez de Osorio † (20 aprile 1531 - maggio 1536 deceduto)
- Francisco de Mendavia, O.S.H. † (3 agosto 1537 - 6 ottobre 1540 deceduto)
- Antonio de Valdivieso, O.P. † (29 febbraio 1544 - 26 febbraio 1549 deceduto)
- Fernando González de Bariodero † (18 dicembre 1555 - 2 maggio 1556 deceduto)
- Lázaro Carrasco † (1556 - 20 novembre 1562 deceduto)
- Luís de la Fuente (Fuentes) † (4 ottobre 1564 - dicembre 1566 deceduto)
- Pedro Gómez (Fernández) de Córdoba, O.S.H. † (2 giugno 1568 - 18 giugno 1574 nominato vescovo di Santiago di Guatemala)
- Antonio de Zayas, O.F.M. † (19 gennaio 1575 - 8 marzo 1582 dimesso)
- Domingo de Ulloa, O.P. † (4 febbraio 1585 - 9 dicembre 1591 nominato vescovo di Popayán)
- Jerónimo de Escobar, O.S.A. † (27 luglio 1592 - 19 marzo 1593 deceduto)
  - Alfonso de la Mota y Escobar † (31 marzo 1594 - 1595 dimesso[3]) (vescovo eletto)
- Juan Antonio Díaz de Salcedo, O.F.M. † (28 luglio 1597 - 1603 deceduto)
- Pedro de Villarreal † (22 ottobre 1603 - 1619 deceduto)
- Benito Rodríguez de Valtodano (Baltodano) † (27 agosto 1620 - 1629 deceduto)
- Agustín de Hinojosa y Montalvo † (22 marzo 1630 - 5 luglio 1631 deceduto)
- Juan Barahona Zapata del Águila † (3 dicembre 1631 - 19 novembre 1632 deceduto)
- Fernando Núñez Sagredo, O.SS.T. † (14 marzo 1633 - 31 maggio 1639 deceduto)
  - Sede vacante (1639-1644)
- Alonso de Briceño, O.F.M. † (14 novembre 1644 - 18 agosto 1653 nominato vescovo di Caracas)
  - Sede vacante (1653-1658)
- Tomás Manso, O.F.M. † (20 novembre 1658 - 1659 deceduto)
- Juan de la Torre, O.F.M. † (19 dicembre 1661 - dicembre 1662 deceduto)
- Alfonso Bravo de Laguna, O.F.M. † (14 novembre 1664 - 9 giugno 1674 deceduto)
  - Sede vacante (1674-1677)
- Andrés de las Navas y Quevedo, O. de M. † (13 dicembre 1677 - 15 giugno 1682 nominato vescovo di Santiago di Guatemala)
- Juan de Rojas y Asúa, O. de M. † (1º giugno 1682 - 25 novembre 1685 deceduto)
- Nicolás Delgado, O.F.M. † (3 luglio 1687 - 25 novembre 1698 deceduto)
  - Sede vacante (1698-1701)
- Diego Morcillo Rubio de Auñón de Robledo, O.SS.T. † (21 novembre 1701 - 14 maggio 1708 nominato vescovo di La Paz)
- Juan Benito Garret y Arlovi, O.Praem. † (28 giugno 1708 - 7 ottobre 1716 deceduto)
- Andrés Quiles Galindo, O.F.M. † (9 febbraio 1718 - 2 luglio 1719 deceduto)
- José Xirón de Alvarado, O.P. † (28 maggio 1721 - 21 giugno 1724 deceduto)
  - Sede vacante (1724-1726)
- Francisco Dionisio de Villavicencio, O.S.A. † (1º luglio 1726 - 25 dicembre 1735 deceduto)
  - Sede vacante (1735-1738)
- Domingo Antonio de Zatarain † (3 marzo 1738 - 6 febbraio 1741 deceduto)
  - Sede vacante (1741-1743)
- Isidoro Marín Bullón y Figueroa † (2 dicembre 1743 - 19 luglio 1748 deceduto)
- Pedro Agustín Morell de Santa Cruz y Lora † (20 ottobre 1749 - 30 marzo 1753 nominato vescovo di Santiago di Cuba)
- José Antonio Flores de Rivera † (23 luglio 1753 - 21 giugno 1756 deceduto)
- Mateo de Navia Bolaños y Moscoso, O.S.A. † (26 settembre 1757 - 2 febbraio 1762 deceduto)
- Juan Carlos de Vilches y Cabrera † (31 ottobre 1763 - 14 aprile 1774 deceduto)
- Esteban Lorenzo de Tristán y Esmenota † (11 settembre 1775 - 15 dicembre 1783 nominato vescovo di Durango)
- Juan Félix de Villegas † (14 febbraio 1785 - 23 settembre 1793 nominato arcivescovo di Santiago di Guatemala)
- Juan Cruz Ruiz de Cabañas y Crespo † (12 settembre 1794 - 18 dicembre 1795 nominato vescovo di Guadalajara)
- José Antonio de la Huerta Caso † (24 luglio 1797 - 25 maggio 1803 deceduto)
- Felipe Antonio (Juan José) Pérez del Notario † (26 agosto 1803 - 15 maggio 1806 deceduto)
- Nicolás García Jérez, O.P. † (17 novembre 1806 - 31 luglio 1825 deceduto)
  - Sede vacante (1825-1849)
- Jorge de Viteri y Ungo † (5 novembre 1849 - 25 luglio 1853 deceduto)
- José Bernardo Piñol y Aycinena † (30 novembre 1854 - 20 settembre 1867 nominato arcivescovo di Santiago di Guatemala)
- Manuel Ulloa y Calvo † (20 settembre 1867 succeduto - 27 agosto 1879 deceduto)
- Francisco Ulloa y Larios † (19 ottobre 1880 - 30 luglio 1902 deceduto)
- Simeón Pereira y Castellón † (30 luglio 1902 succeduto - 29 gennaio 1921 deceduto)
- Agustín Nicolás Tijerino y Loáisiga † (21 dicembre 1921 - 28 marzo 1945 deceduto)
- Isidro Augusto Oviedo y Reyes † (17 novembre 1946 - 17 maggio 1969 dimesso[4])
- Manuel Salazar y Espinoza † (30 gennaio 1973 - 19 dicembre 1981 dimesso[5])
- Julián Luis Barni Spotti, O.F.M. † (18 giugno 1982 - 2 aprile 1991 ritirato)
- César Bosco Vivas Robelo † (2 aprile 1991 - 29 giugno 2019 ritirato)
- René Sócrates Sándigo Jirón, dal 29 giugno 2019

## Statistiche
La diocesi nel 2023 su una popolazione di 903.425 persone contava 820.120 battezzati, corrispondenti al 90,8% del totale.
| anno | popolazione | popolazione | popolazione | presbiteri | presbiteri | presbiteri | presbiteri                | diaconi | religiosi | religiosi | parrocchie |
| anno | battezzati  | totale      | %           | numero     | secolari   | regolari   | battezzati per presbitero | diaconi | uomini    | donne     | parrocchie |
| ---- | ----------- | ----------- | ----------- | ---------- | ---------- | ---------- | ------------------------- | ------- | --------- | --------- | ---------- |
| 1950 | 318.285     | 327.974     | 97,0        | 65         | 39         | 26         | 4.896                     |         | 26        | 83        | 51         |
| 1966 | 187.252     | 187.372     | 99,9        | 48         | 24         | 24         | 3.901                     |         | 35        | 66        | 23         |
| 1968 | 274.720     | 278.675     | 98,6        | 47         | 27         | 20         | 5.845                     |         | 32        | 66        | 18         |
| 1976 | 332.700     | 390.000     | 85,3        | 40         | 22         | 18         | 8.317                     |         | 35        | 46        | 32         |
| 1999 | 619.082     | 728.332     | 85,0        | 64         | 53         | 11         | 9.673                     | 2       | 20        | 90        | 41         |
| 2000 | 629.000     | 739.000     | 85,1        | 60         | 49         | 11         | 10.483                    | 4       | 20        | 90        | 41         |
| 2001 | 667.000     | 784.318     | 85,0        | 66         | 55         | 11         | 10.106                    | 2       | 20        | 93        | 43         |
| 2002 | 673.000     | 791.000     | 85,1        | 70         | 58         | 12         | 9.614                     | 2       | 21        | 96        | 43         |
| 2003 | 667.000     | 784.318     | 85,0        | 72         | 59         | 13         | 9.263                     | 4       | 22        | 96        | 47         |
| 2004 | 667.000     | 784.318     | 85,0        | 70         | 59         | 11         | 9.528                     | 4       | 20        | 96        | 47         |
| 2013 | 894.000     | 980.000     | 91,2        | 85         | 72         | 13         | 10.517                    | 6       | 19        | 56        | 54         |
| 2016 | 822.000     | 905.000     | 90,8        | 108        | 95         | 13         | 7.611                     | 5       | 19        | 48        | 55         |
| 2019 | 848.000     | 933.620     | 90,8        | 118        | 96         | 22         | 7.186                     | 6       | 29        | 65        | 57         |
| 2021 | 783.880     | 863.028     | 90,8        | 97         | 83         | 14         | 8.081                     | 8       | 39        | 64        | 57         |
| 2023 | 820.120     | 903.425     | 90,8        | 101        | 87         | 14         | 8.120                     | 7       | 34        | 67        | 63         |